# 機械式計算機
機械式計算機 （きかいしきけいさんき、英語: mechanical calculator, mechanical calculating machine 等）は、歯車などの機械要素により計算を行う計算機である。
以下、この記事ではディジタルな、すなわち計数的、離散的に演算を行うものについて述べる。
計量的、連続的な物理量などによる機械式アナログ計算機については、アナログ計算機の記事を参照のこと。

## 概史
一般に、この種類の試みの初期のものとしては、ヨーロッパで17世紀にシッカート、パスカル、ライプニッツらが設計・制作したものが挙げられていることが多い。その後、18世紀末ごろまで散発的に研究や開発は行われ、19世紀には大量生産され普及がはじまった。19世紀前半にフランスのシャルル・グザビエ・トマ・ド・コルマが開発し小規模ながら販売しつづけたアリスモメーターが、19世紀後半にはその改良型が普及した。さらにそれに続くスウェーデンのオドネル（オドナー）による設計は完成度が高く、またその設計を広めたことで同型機や改良機が多数生産された。日本において広まった「タイガー計算器」の基本構造もオドネルのそれに近いものである。
機械式計算機は、たとえば国家統計などの現場、会社の経理部、会計士や税理士、計算の仕事が多い業種の商店や個人事業主、具体的な数値計算の仕事が多い設計技師、エンジニア、理工や人文の研究者などによって、20世紀後半まで日常的に盛んに用いられた。日本でも昭和時代の前半からなかばごろはさかんに用いられており、各家庭に普及するほどではなかったにしても、一般的なオフィスなど、日常でも見かけるものであった。
機械式計算機において加減算は比較的単純であり、コンプトメーター（後述）のようにボタンを押す操作だけで計算ができるものもある。一方で、多数桁の乗除算は比較的複雑で、シフト操作と加減算の繰り返しが必要である。特に除算は「足し戻し法」や「引きっ放し法」と呼ばれるような、ある種のアルゴリズムとしての名前があるほどであって、手動操作ではそれなりの複雑さと時間を要し、最上位からの繰り上がり・最上位への桁借りの発生時にベルが鳴る機種があるのはその補助のためである。乗除算のコストは動力化による自動化の強い動機であると言え、20世紀に開発された、主として電動の機械式計算機ではその操作が自動化されている。より野心的な事例としては19世紀に、蒸気機関を動力源として想定していたと思われる、バベッジの階差機関と解析機関があり、特に後者は理論的にみて現代のコンピュータへの方向性を持っていたが、当時は前者の部分的実現にとどまった。
自動化という点ではそういった、動力で駆動される機械式計算機は、手動操作の計算機と現代のコンピュータの間にある。そして、19世紀末から実用化がされはじめた、電話の自動交換機に使われたステッピングスイッチ（en:Stepping switch）やリレーといった電気部品は、機械的な動作をともなうものの、電気によって情報を扱うというコンピュータの原理はそこから始まっている。そういった電気回路とスイッチの働きについては、1930年代 - 1940年代に、日本の中嶋章や米国のクロード・シャノンによってブール論理との対応付けが理論化された。
1940年代の大型の計算機械である Harvard Mark I には、計算のための要素としての歯車の使用が残っているという点で、機械式計算機としての部分がまだ残っている。一方、小型の（機能的には電卓程度の）計算機であるが、1957年のカシオ「14-A」ないしその研究開発過程の計算機について同社が「純電気式」という表現を使っているのは、リレーという機械動作する部品を使ってはいるものの、歯車のような部品は計算要素としては使っていない、という意図である。戦後から1950年代のコンピュータの黎明期には、日本での例を挙げると、電気試験所の ETL Mark I と Mark II や富士通の FACOM の100番台など、リレーによる大規模な自動計算機の例もあるが、真空管やトランジスタによる機械的な動作を全く含まない「電子的」なコンピュータがほとんどの面で優位であってそれらに時代は進んで行き、それはもうこの記事に書く範囲ではない。
当初は大きく高価であったコンピュータであるが、数十人の計算手によって機械式計算機と途中経過の筆記によって行われていたような大規模な計算はコンピュータに置き換えられていった。徐々にコンピュータの小型化や低廉化も進んでいったが、機械式計算機の終息について決定的だったのは、集積回路による圧倒的な小型化と省電力化によって発達した電卓である。操作が容易で演算が速い電卓が安価になり普及しはじめたことで、日常的な計算業務のほうもそちらで行われるようになっていったのは影響が大きく、機械式計算機は急に売れなくなり、電卓に置き換えられるようにして現場から次第に姿を消していった。

## シッカートの計算機

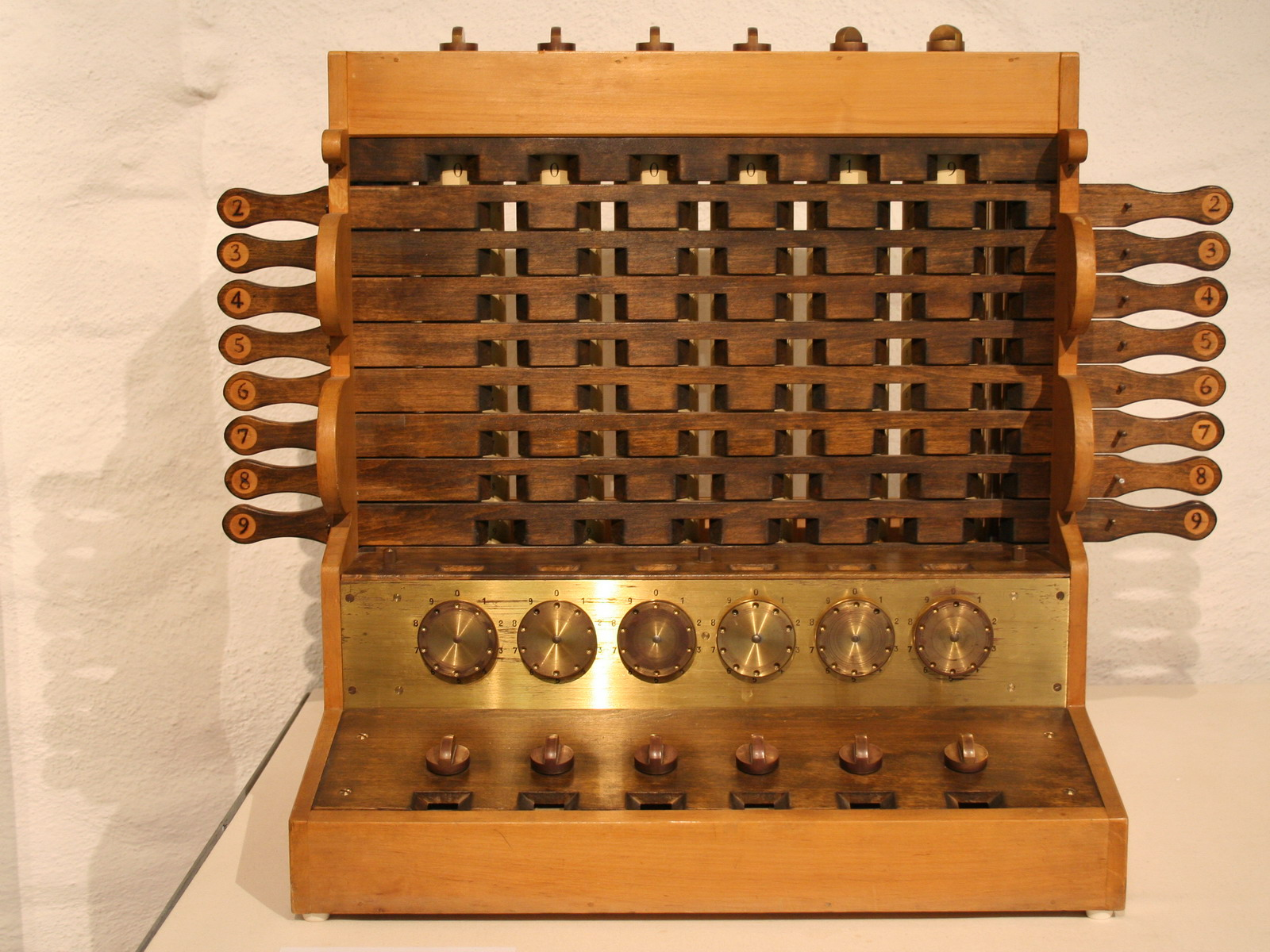
Calculating Clock

テュービンゲン大学のヘブライ語教授であったヴィルヘルム・シッカートが1623年に発明した機械式計算機。Calculating Clock と呼ばれた。
後述するパスカル、ライプニッツの計算機よりも機能は少ないが、20年先行している。この計算機は、6桁の加減算およびオーバーフローの検出、複数のネピアの骨を使った乗算が可能であった。デザインは20世紀まで失われていたが、1960年にレプリカが作られた。シッカートがヨハネス・ケプラーにあてた手紙には、天体計算(astronomical tables)への利用方法が記されている。

## パスカルの計算機

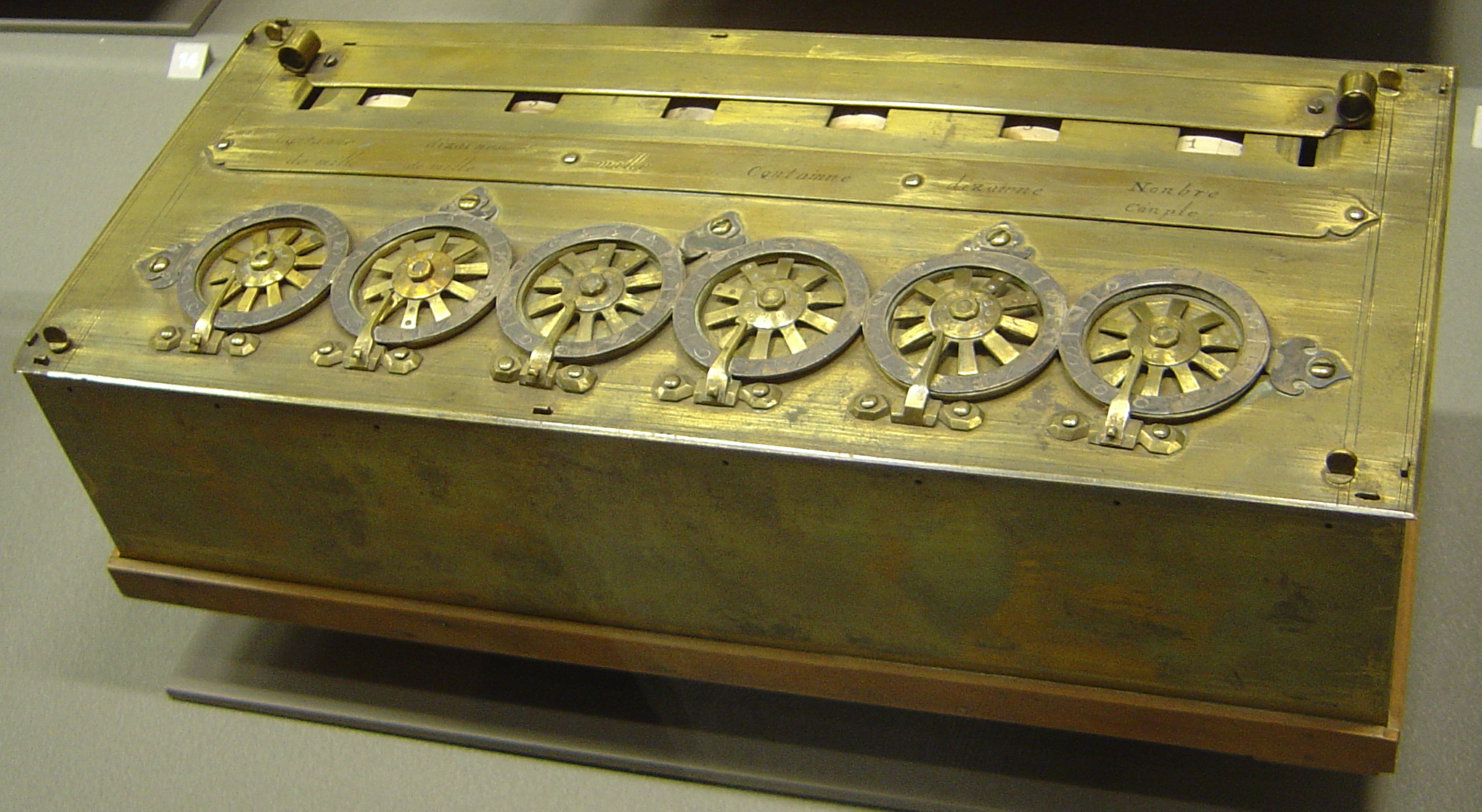
Pascaline, パスカルの名前入り（1652年）

ブレーズ・パスカルが1640年代に製作したもの。Pascaline（パスカリーヌ）またはMachine Arithmétiqueと呼ばれている。
パスカルは1642年、19歳のときから計算機について研究を始めている。徴税官だった父の手伝いをしていた彼は、仕事の負担を軽減する道具を作ろうと考えた。1652年までに50台もの試作機を作ったが、売れたのは1ダース強である。高価であったことと複雑であったこと（さらに減算すら、後述するように簡単ではなかったこと）などが原因で、それ以上売れることはなく1652年に計算機の製作を止めた。その頃にはパスカルの主な興味が他に移っていて、気圧の研究や哲学へと関心が向かっていたというためもある。
Pascalineは十進法ベースの機械である。しかし、当時のフランスの通貨（リーブル）は十進系ではなく、イギリスのポンド、シリング、ペンスと似たものであった。つまり、市中での計算の需要としては科学技術や工学的な計算よりも多い、金額の計算にPascalineを使おうとすると、計算結果を更に変換する必要があった。1799年、フランスはメートル法に切り替えた。このとき、パスカルの基本設計に触発された職人が登場したが、彼らも商業的には成功しなかった。
最初のPascalineは5個のダイヤルがあり、後には6ダイヤルや8ダイヤルのものが作られている。最大のもので 9,999,999 までの数値を扱うことが出来た。各ダイヤルは数値のうちの1桁に対応し、計算結果は上部の窓に表示される。歯車は一方向にしか回らないため、負の値を直接計算することはできない。減算をするには（10進数における減基数としての）9の補数表現にして加算する必要があった。これについては使用者を助けるため、数字が見える部分が手前側が通常の表示、奥側が補数の表示になっており、蓋状の目隠しをスライドしてどちらかのみが見えるようになっている。

## ライプニッツの計算機

段付き歯車

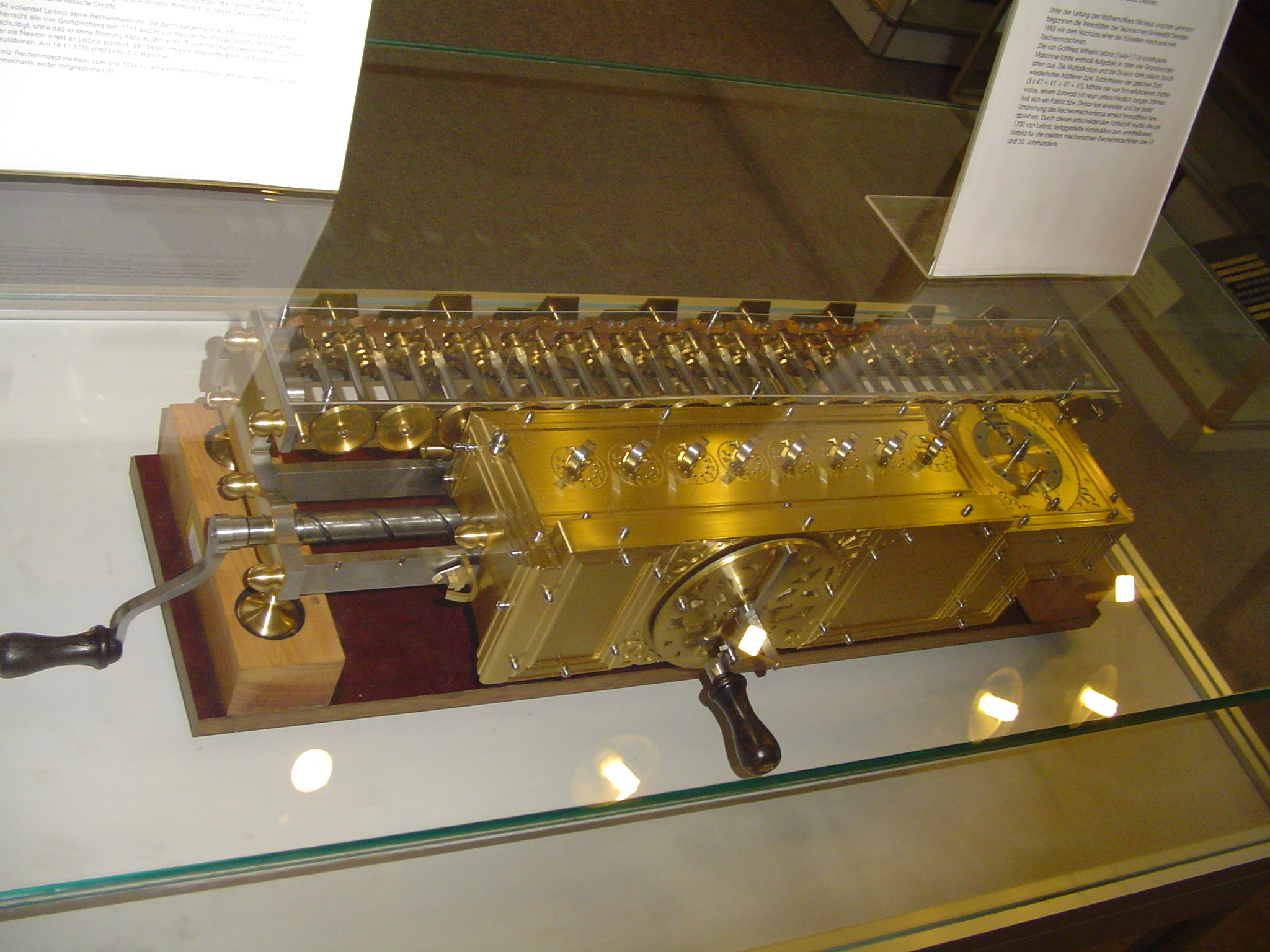
Stepped Reckoner

ゴットフリート・ライプニッツが1670年代に考案した、「段付き歯車」などと呼ばれる階段状に歯の付いたドラムと、それとの噛み合い位置により任意の歯数だけステップ回転をする円盤、というメカニズムは、後の機械式計算機に大きな影響を与えた。また彼自身もそれを使用したStepped Reckonerと呼ばれる機械式計算機を製作した。これは乗除算のための機構も持っていた。彼は「立派な人間が労働者のように計算などという誰でもできることに時間をとられるのは無駄だ。機械が使えたら誰か他の者にやらせるのに」と言っていたといわれている。ライプニッツは二進法の唱道者でもあり、そちらものちのコンピュータに影響を与えている。
後述するオドネルのものなどは、「任意の歯数の歯車」として歯が出入りする歯車を利用している。それらとは異なり、ライプニッツの発想に近い、段付き歯車を使い小型化したものに、1948年に登場したクルト・ヘルツシュタルクのクルタ計算機がある。

## アリスモメーター

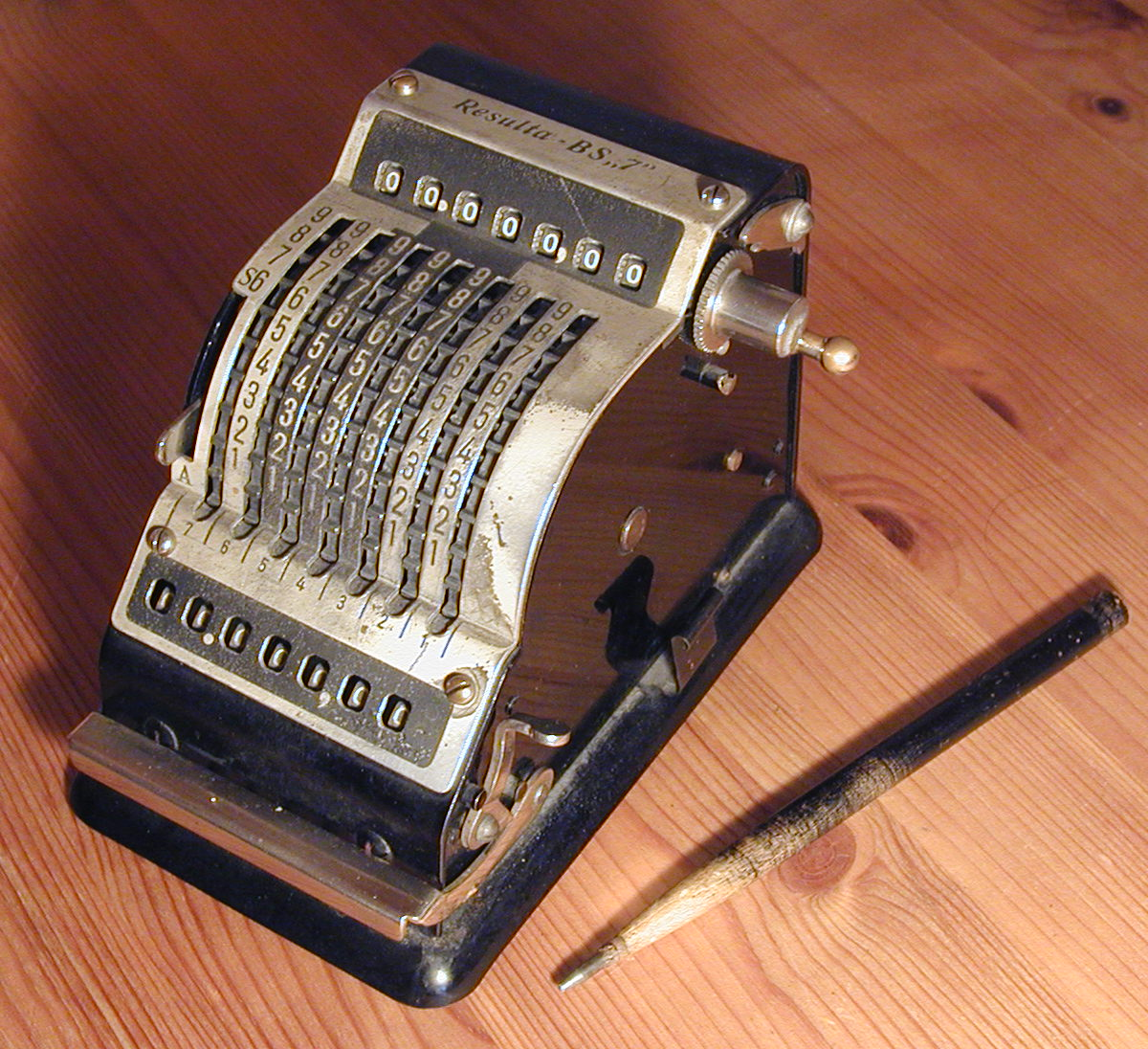
アリスモメーター型の機械式計算機

世界で初めて量産された機械式計算機は、フランスのシャルル・グザビエ・トマ・ド・コルマが1820年ごろ発明したアリスモメーターである。しかし、量産とは言っても月産1-2台で、しかも当初は信頼性が低かったという。1880年代には信頼性も高まったが、爆発的な人気を呼ぶということはなかった。その操作方法は鉄筆でホイール上の数字をダイアルし、手でクランクを回して計算を行うというもので、非常に時間がかかった。

## オドネルの計算機

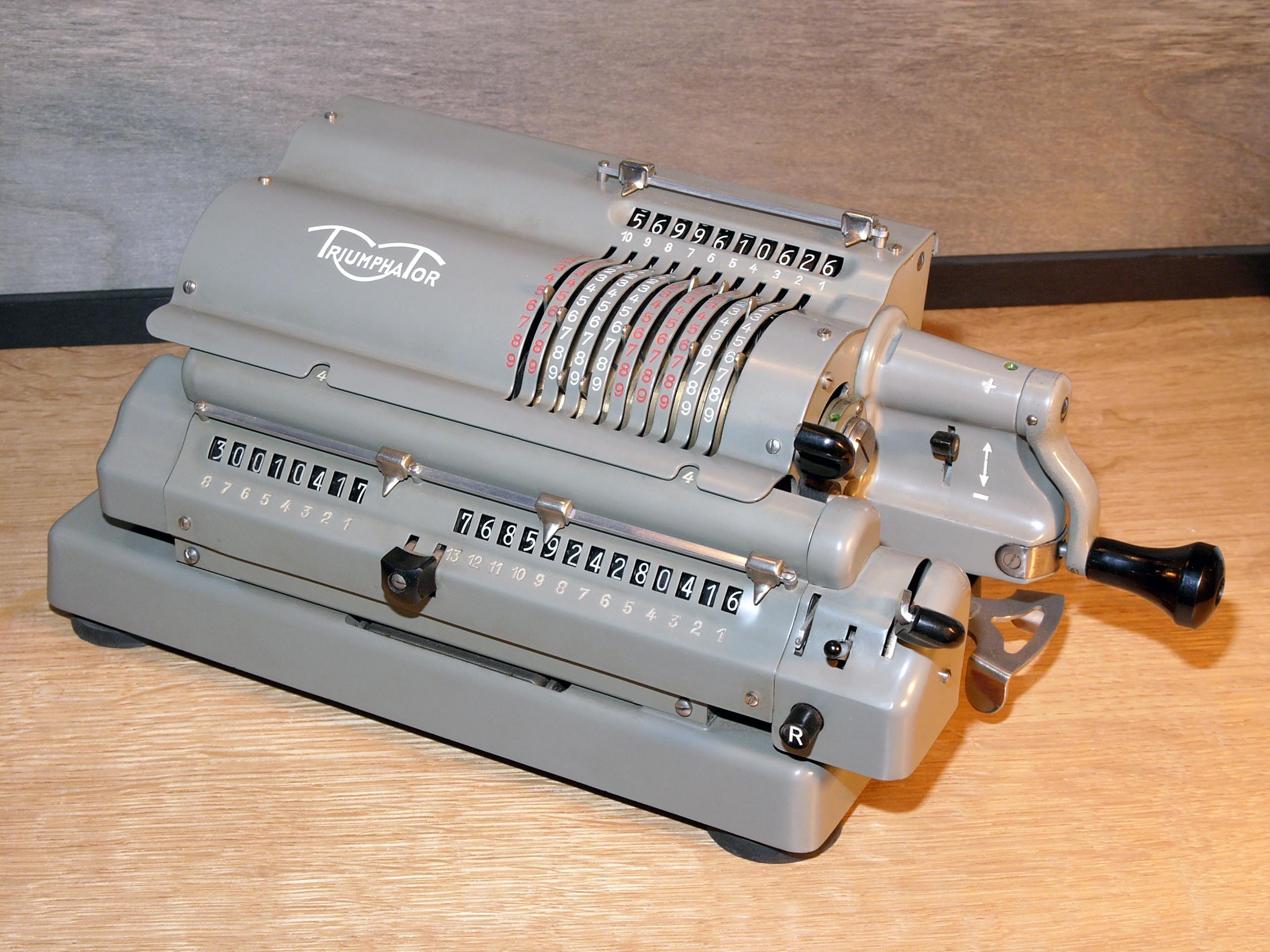
オドネルの設計に基づいた機械式計算機

スウェーデン人の技術者ヴィルゴット・オドネル（1845年 - 1903年）が1874年に、アリスモメーターを改良した計算機を開発した。彼はその設計を公表したため、世界各国でそれに基づいた機械が作られた。

## 矢頭良一の自働算盤

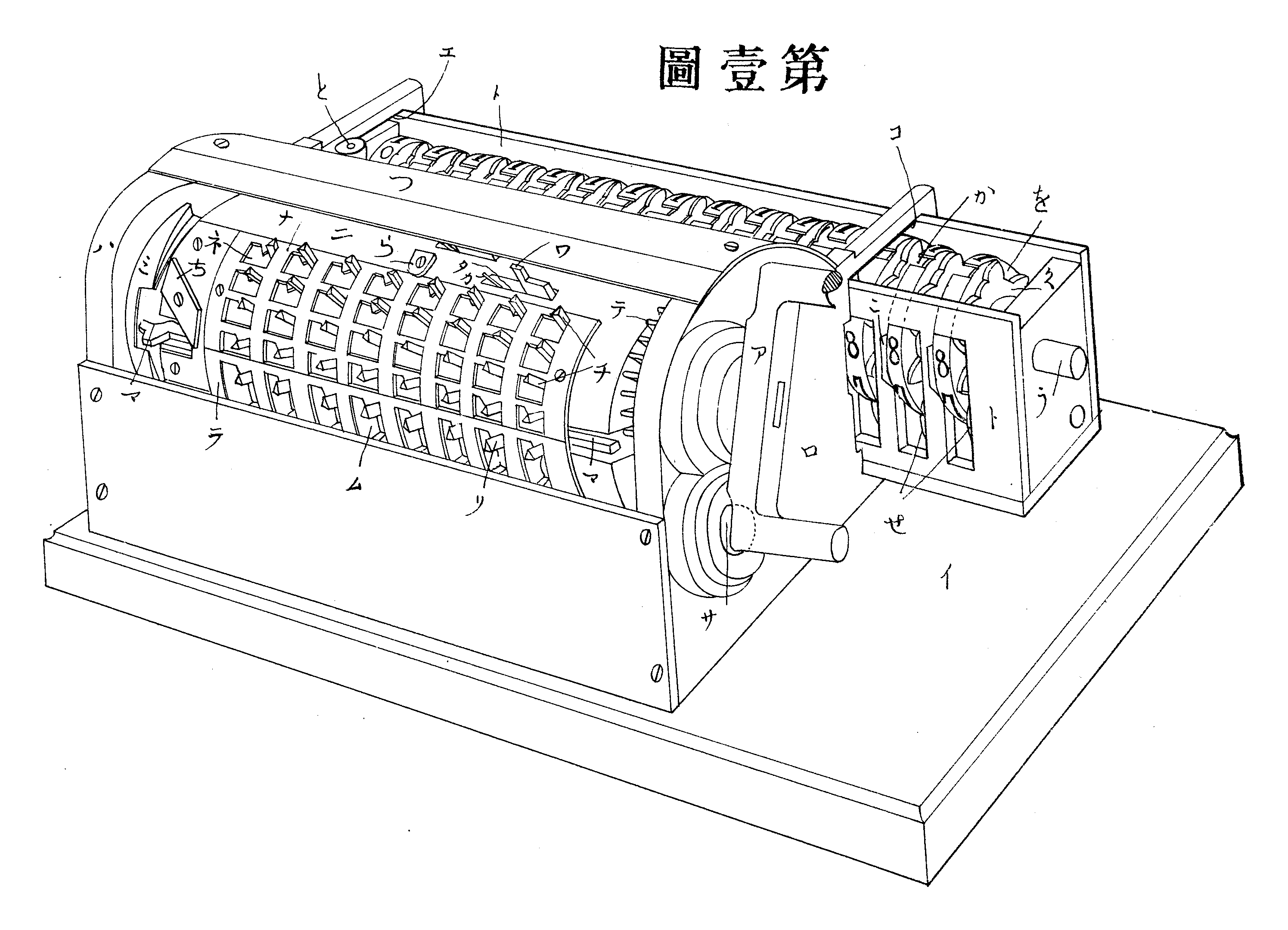
矢頭良一の「自働算盤」、1903年の特許（日本国特許6010号）の第壹圖

日本の明治初期における計算器具等の発明については、特許類の他に内国勧業博覧会の出品記録について調査した報告によれば、いくつかの興味深いものも見つかっているが、詳細は伝わっていない。
はっきりと機械式計算機の形態を持ち、かつ実際に作られたものとしては、矢頭良一（やず りょういち、1878-1908）による「自働算盤」（パテント・ヤズ・アリスモメトール:Patent Yazu Arithmometerとも）が、金属製で実用的な最初のものと考えられている。回転する円板を利用する点は同じだが、細かい構造などはオドネルなどのものとは異なっており、独自に考案したものとみられている。1901年に森鷗外を訪ね計算機の模型を見せ協力を要請したことが鴎外の「小倉日記」に書き残されたことから、後の再発見につながった。矢頭は計算機の販売で得た資金を元に動力航空機を研究したが、エンジンの試作の後に早逝した。
自働算盤の完成は1902年で同年特許を申請、1903年に日本国特許6010号を得ている。歯車式だが、他に見られる出入り歯車や階段状歯車ではなく、歯を左右に移動する独特の方式である。内部の計算方式は十進だが、入力はそろばんあるいは二五進法風に、ある桁における置数が2回の操作でできるよう工夫されている。乗除算の方式は、タイガー計算器などの加減算の回数をカウントアップする方式とは異なり、先に置いた乗数ないし除数をカウントダウンする方式である。さらに乗除算では桁送りや計算終了を自動に行う機構もあるとされ、改良型の特許（日本国特許18119号、後述）には乗算の場合の働きが説明されているが、判然としない。内山昭による現存機の確認の際には修理により動作を確認したとあるが、2010年の和田による報告では同機が改良型の特許のものと同型であること、乗除算のための機構があることなどが確認されたが、動作は確認できなかったという。
当時の価格で250円、約200台が作られ, 森の協力もあり陸軍省、内務省、農事試験場等に販売された。矢頭は資金を得て試作のエンジンの成功をみたが飛行機の夢はならず5年後に病で没した。日本国特許18119号は父親の名義になっている。
その後機械式計算器としてはタイガー計算器が代表的存在になり、また小倉日記が紛失したことなどもあって、矢頭の自働算盤は忘れられていった（たとえば城憲三らによる『計算機械』には言及がない）。小倉日記が1950年代に発見されたことで、自働算盤が再発見され、現存機も確認された。現存機は後に北九州市立文学館に寄贈され、現在は同館蔵である。2008年7月には機械遺産の30番として認定された。
矢頭が特許を得た1903年は、くしくもライト兄弟のライトフライヤー号の初飛行成功の年であった。

## タイガー計算器

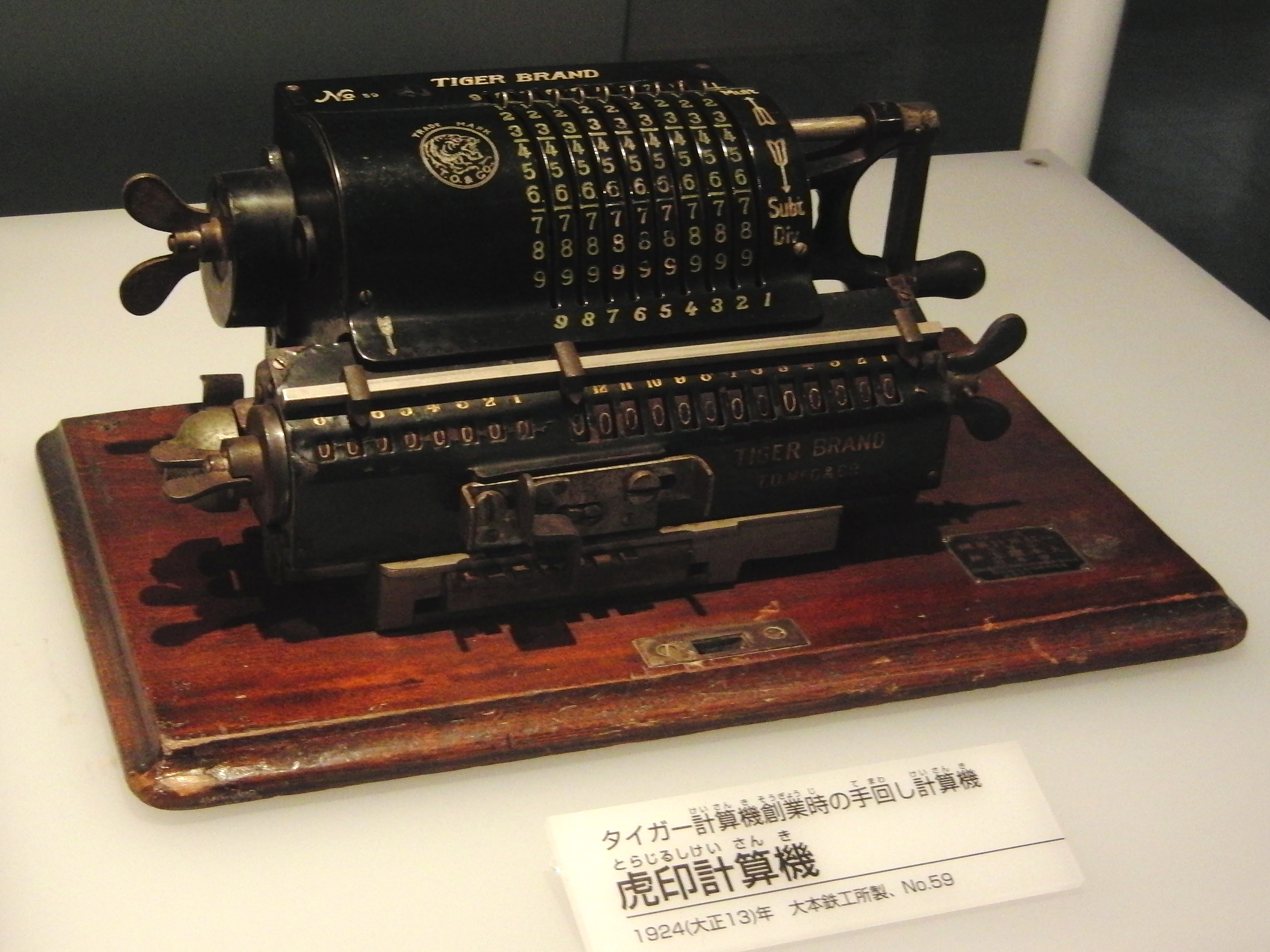
タイガー計算器（国立科学博物館の展示）

日本では、1923年（大正12年）に大本寅治郎により「タイガー計算器」が発売され、その商標は他のブランドも含め同系統の構造の計算機を指す、日本における代名詞になっている（商標の普通名称化）。1970年まで販売された。『計算機屋かく戦えり』（ハードカバー版では pp. 154-155）によれば、大本は参考にした機械があるとは述べていなかったというが、基本的な構造は前述のオドネルの計算機に準じている。しかし、改良や高機能化は多岐にわたり、機械的な完成度の高さや、操作性のよいレバーによるリセット操作、累算カウンタの乗算と除算のモード切り替えが、最初の操作が加算か減算かによって自動的に選ばれるなどといった点は機能性も高い。

## 加算機

### コンプトメーター
コンプトメーターは機械式加算機(きかいしきかさんき、mechanical adding machine または mechanical adder 等)の一種である。コンプトメーターはキーを押すだけで駆動される最初の加算機であった。
ドール・フェルトが1887年に特許を取得した。彼は、Felt and Tarrant Manufacturing Companyを設立し、「コンプトメーター」は同社の商標として使われたが、一般に加算機を表す言葉としても浸透した。

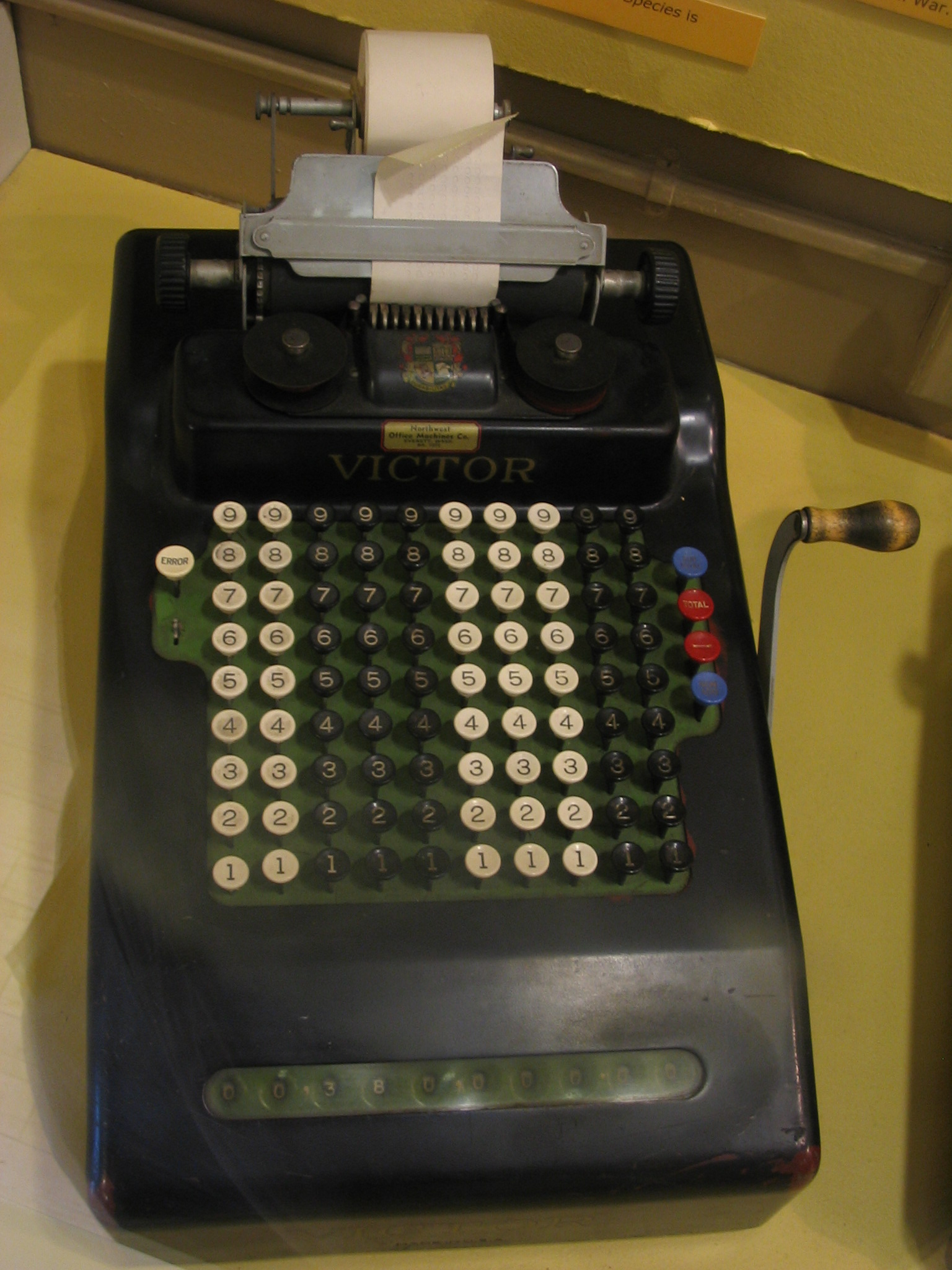
コンプトメーター

主に加算のために設計されたが、四則演算全てが一応は可能なものもあった。用途に応じて様々なコンプトメーターが製造された。例えば、簿記、時間計算、英系重量単位の計算など、複雑なものでは多数のキー（100キー以上）を持ったものもあった。

### バロースの加算機

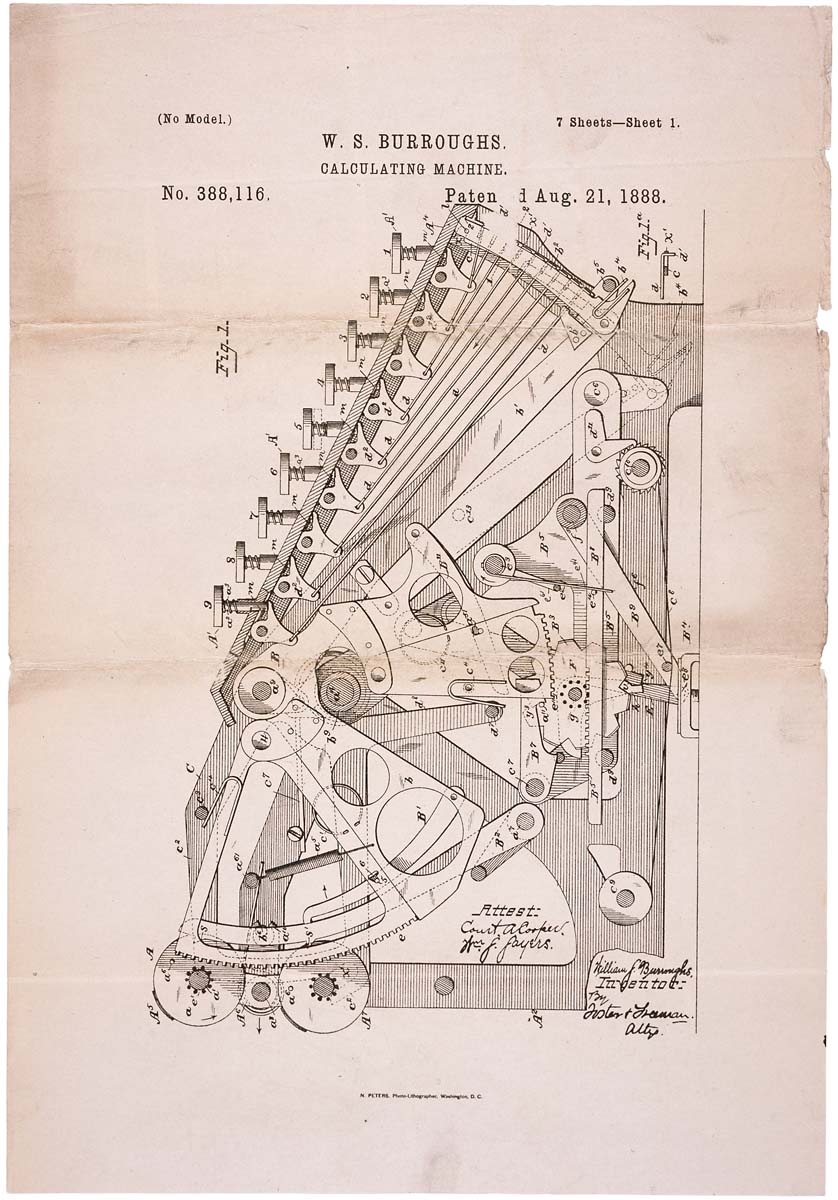
バロースの特許に添付された図面

ウィリアム・シュワード・バロース1世は1888年8月21日、加算機の特許を取得した。バロース・アッディング・マシン社(Burroughs Adding Machine Company)は後にバロースと改称。電子式会計機やメインフレームを製造し、後にスペリー社と合併してユニシス社となった。発明家バロースの孫ウィリアム・S・バロウズは作家として有名である。
バロースの加算機の特徴は計算経過と結果を印字して紙に記録を残せるようになっていたことである。これによって利便性が格段に向上した。
加算機市場は20世紀に入ると驚異的な成長を記録することとなる。多数のベンチャー企業がこの市場に参入したが、コンピュータ時代にうまく対応できたのはバロースだけだった。